# シュトゥットガルト州立美術館
シュトゥットガルト州立美術館(ドイツ語: Staatsgalerie Stuttgart)は、ドイツシュトゥットガルトにある美術館である。
1843年に設立された。 
1984年には、ジェームズ・スターリング設計のシュターツギャラリー新館(Neue Staatsgalerie)がオープンした。

## 旧ギャラリー

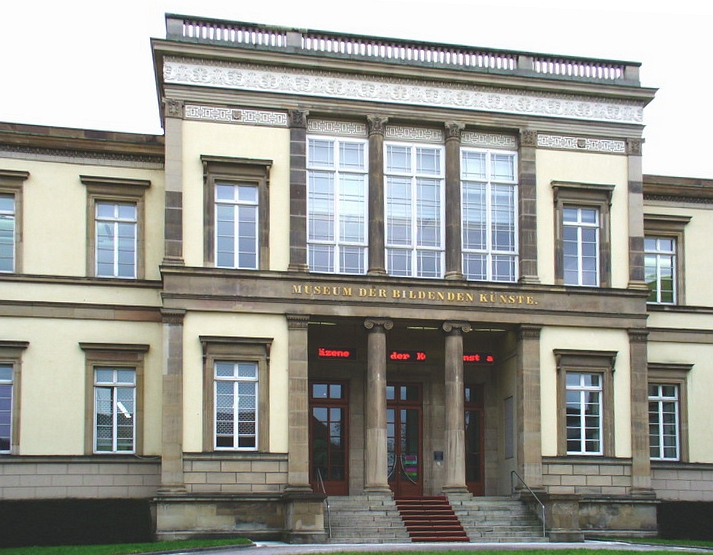
旧ギャラリー

もともと、旧ギャラリーの古典主義の建物は、ロイヤル・アート・スクールの本拠地でもあった。
建物は1843年に建設された。

建物は第二次世界大戦で深刻な被害を受けた後、 
1945-1947年に再建され、1948年に再開された。
次のコレクションを収容する。
- 旧ドイツ絵画 1300-1550年
- イタリア絵画 1300-1800年
- オランダ絵画 1500-1700年
- バロック時代のドイツ絵画
- 1800-1900年の美術 (ロマン主義, 印象派)

## 新ギャラリー

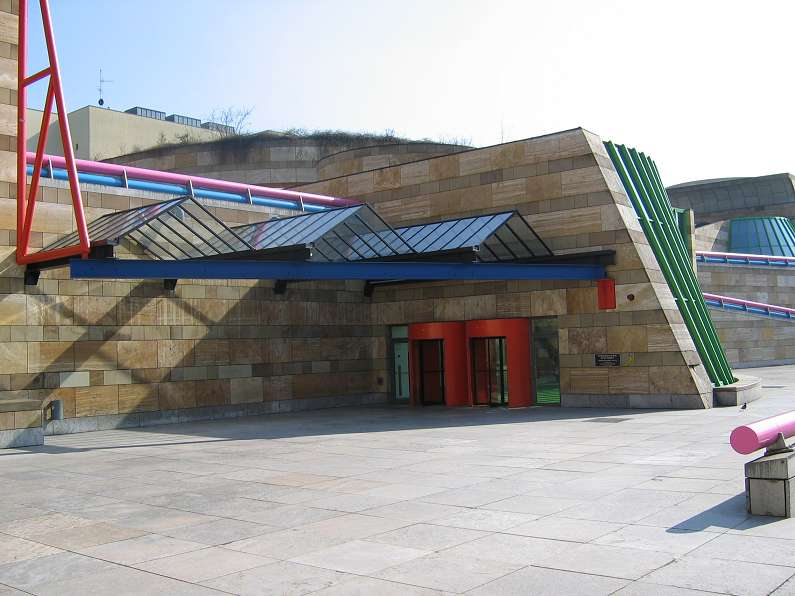
Neue Staatsgalerie

新ギャラリーは、ジェームズ・スターリングによる建築デザインで、論議を呼んだ。
 
1984年3月9日、古い建物のすぐ隣の場所にオープンした。
パブロ・ピカソ からオスカー・シュレンマー, ジョアン・ミロ, ヨーゼフ・ボイスに代表される20世紀のモダンアートのコレクションを収容する。
建物の設計は、カルル・フリードリッヒ・シンケルのベルリン旧博物館に似ているが、美術館の正面はベルリン旧博物館と同じように対称的ではない。

## 代表的なコレクション
- アンニーバレ・カラッチ 「キリストの遺体」(1583–1585)
- マックス・ベックマン Journey on the Fish
- サルバドール・ダリ The Raised Instant (1938)
- ジョージ・グロス The Funeral (1918)
- フランツ・マルク 「小さな黄色い馬」(The Small Yellow Horses) (1912)
- アンリ・マティス With the Toilet (La Hair-style) (1907)
- ジョアン・ミロ The Bird with the Calm View, the Wings in Flames (1952)
- ピエト・モンドリアン Composition in White, Red and Blue (1936)
- パブロ・ピカソ Tumblers (Mother and Son) (1905), Laufende Frauen am Strand (1922), The Breakfast in the Free One (1961)
- バーネット・ニューマン Who's Afraid of Red, Yellow and Blue II (1967)
- パウル・クレー, マルク・シャガール, ワシリー・カンディンスキーの作品

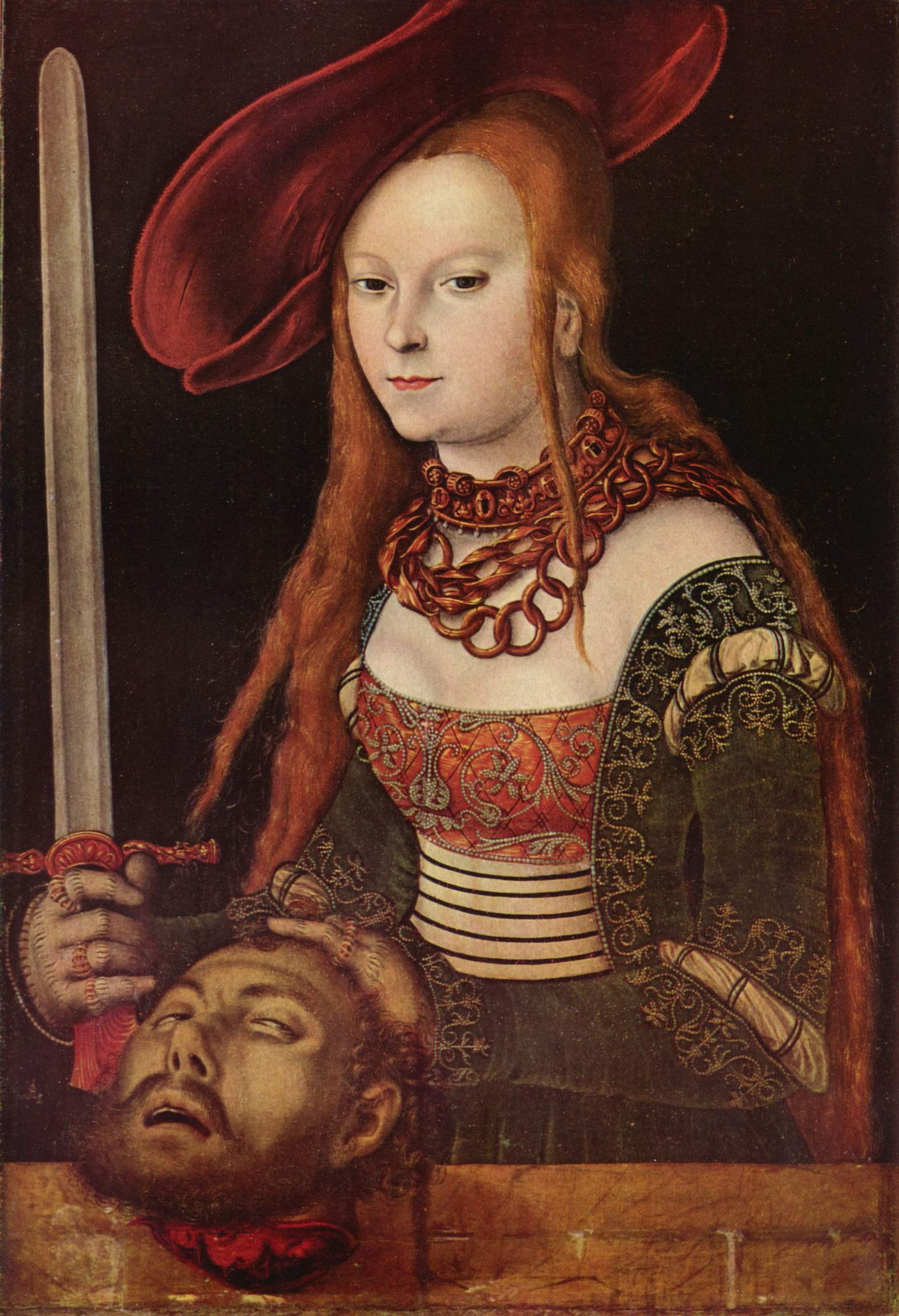
「ユディト」 ルーカス・クラナッハ
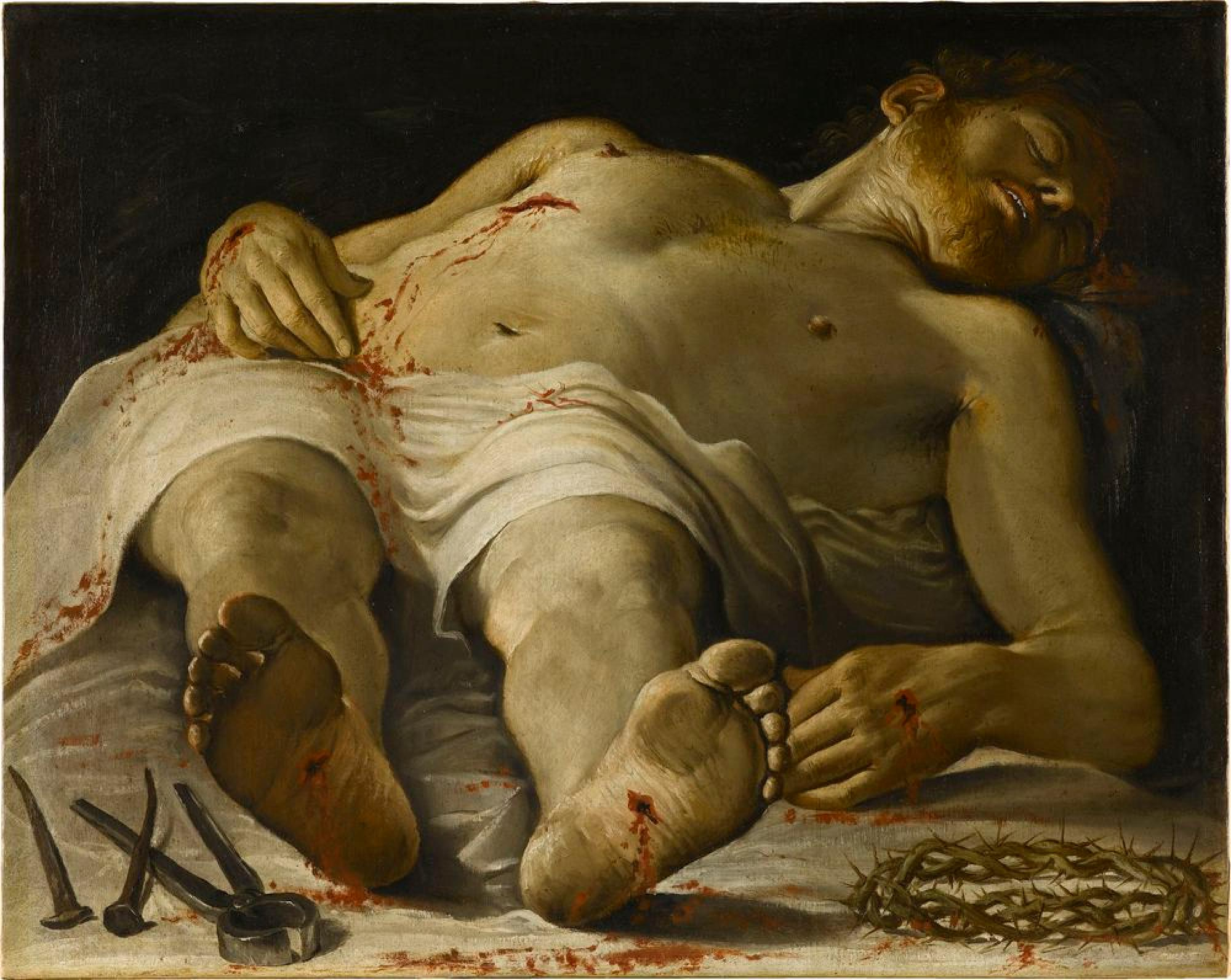
「キリストの遺体」 アンニーバレ・カラッチ
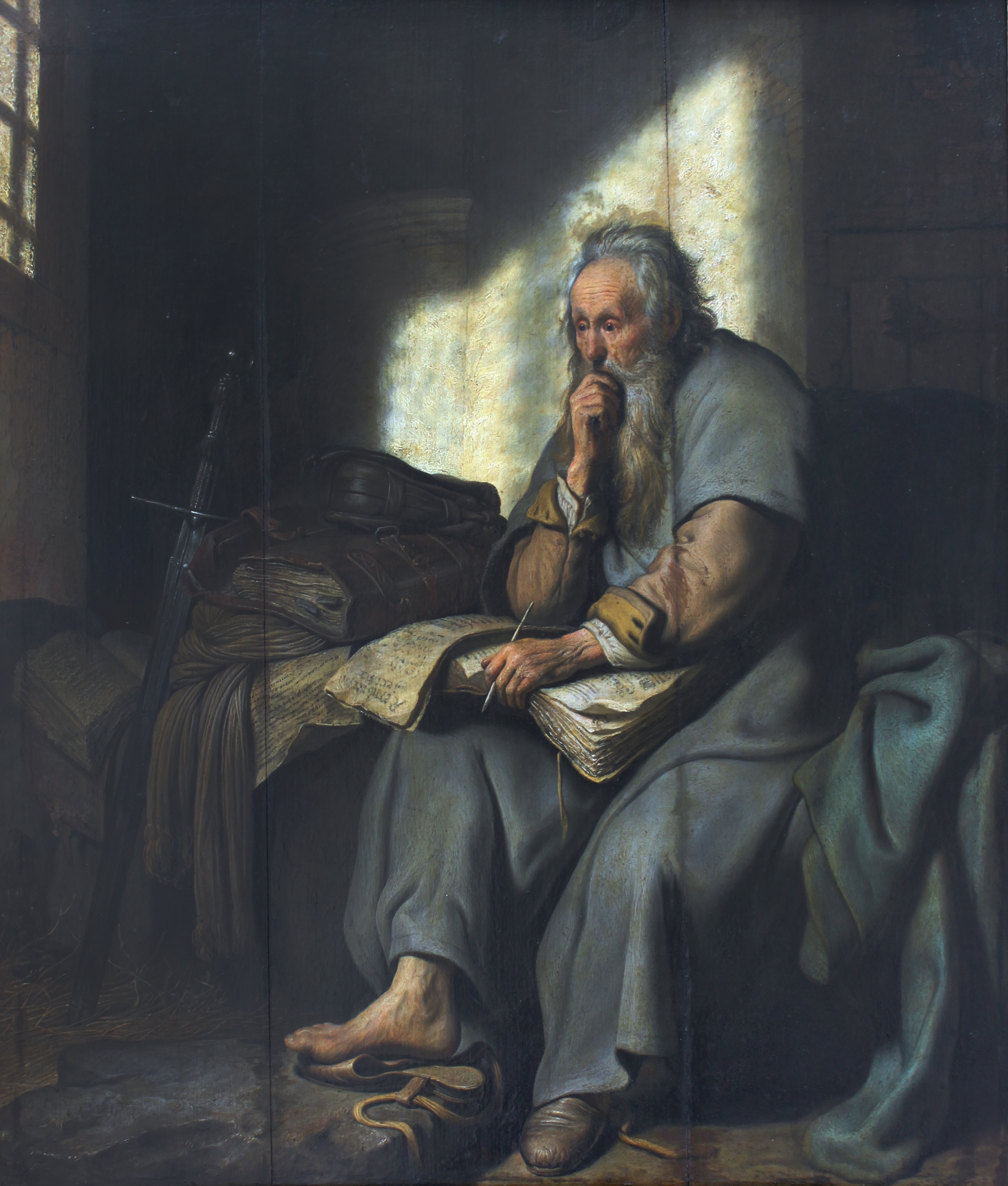
「獄中の聖パウロ」 レンブラント・ファン・レイン
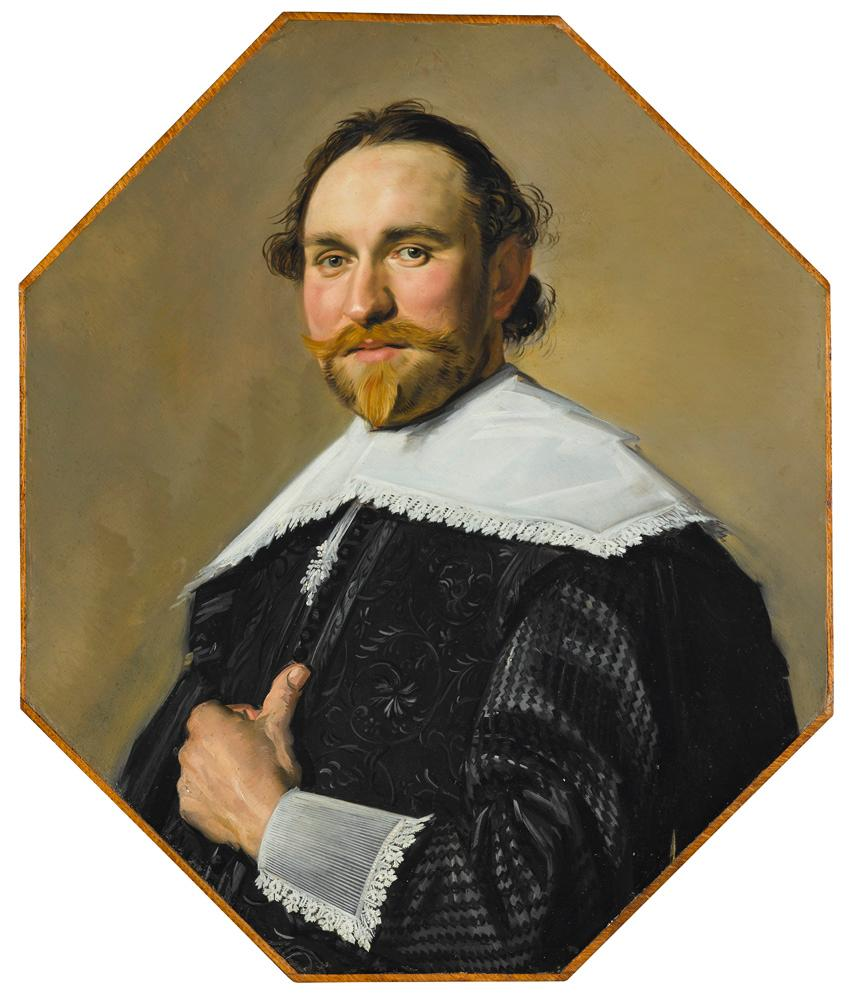
男性像 フランス・ハルス
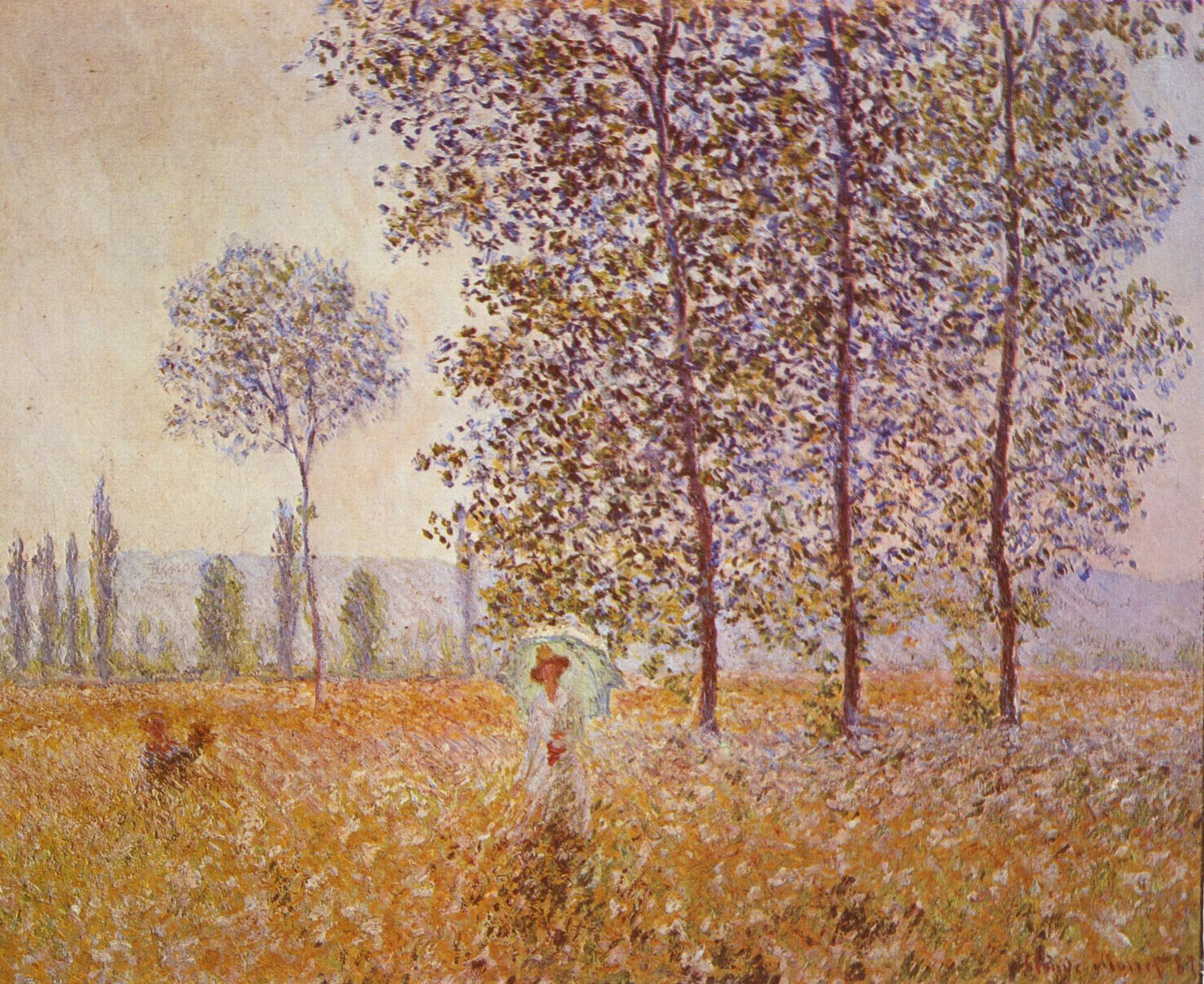
陽のなかのポプラ クロード・モネ
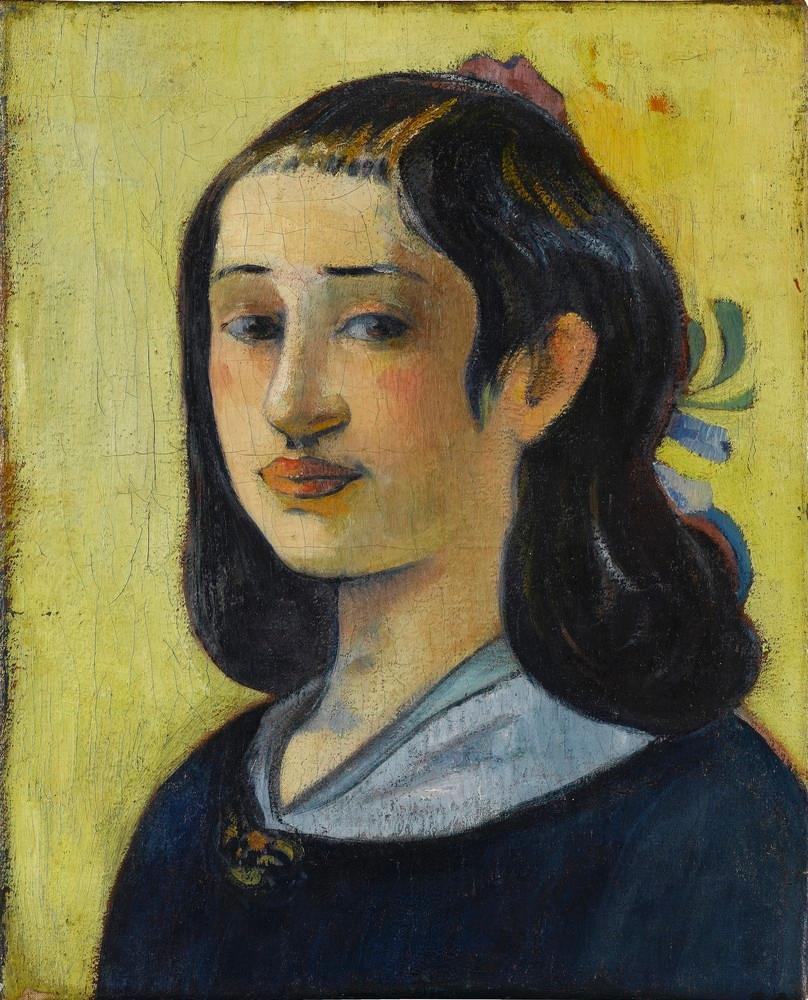
画家の母親 ポール・ゴーギャン
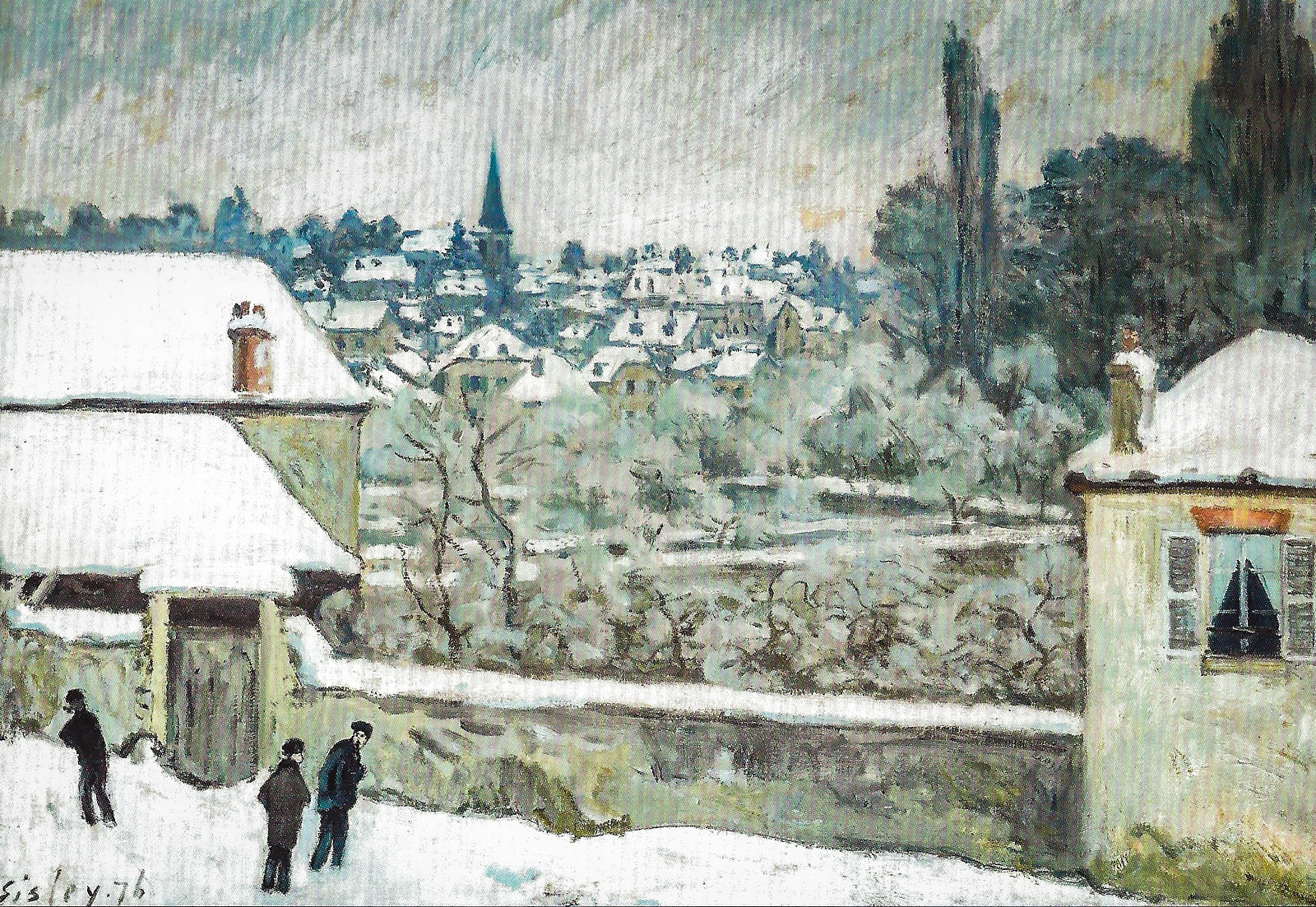
ルーヴシエンヌの冬 アルフレッド・シスレー
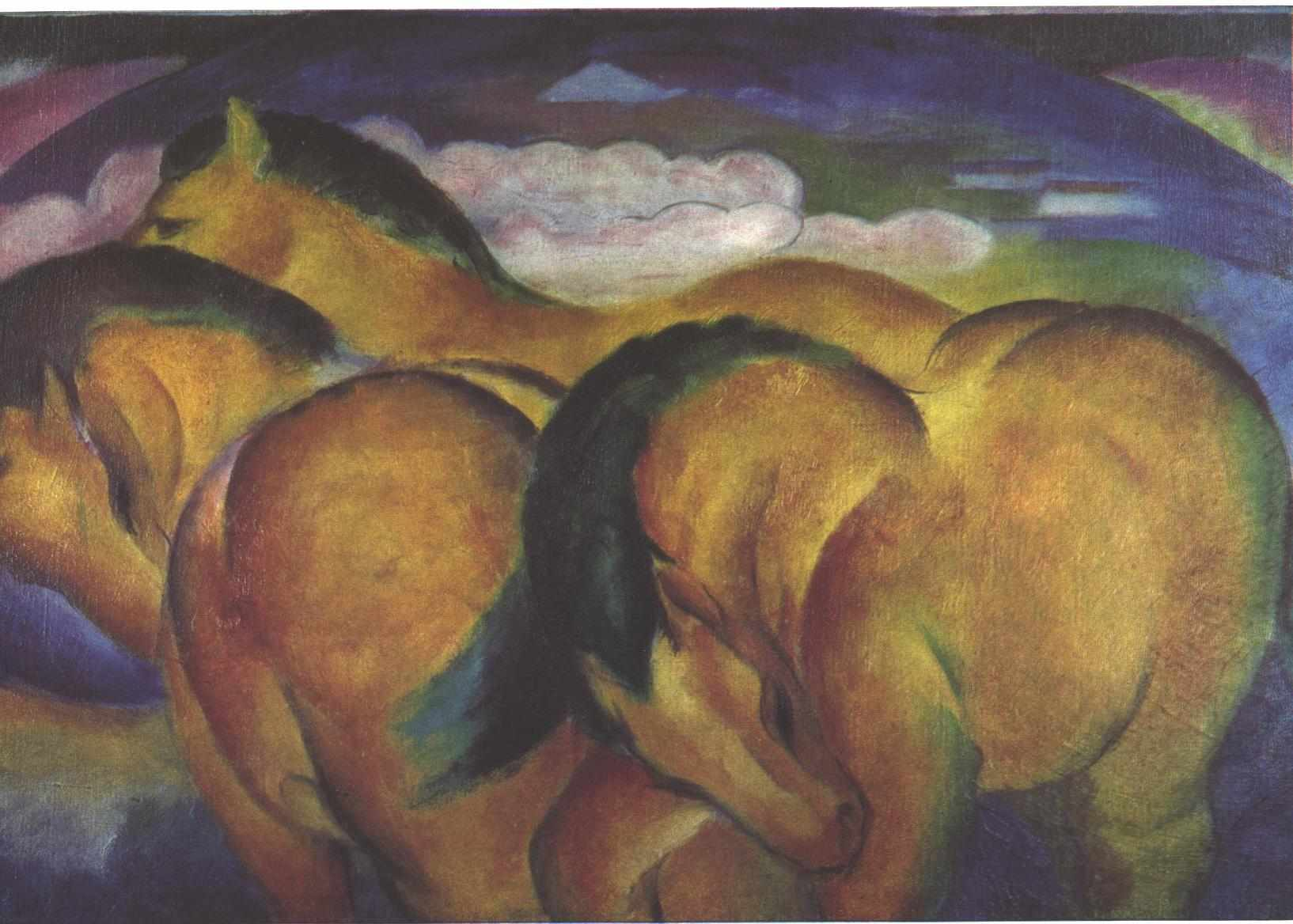
「小さな黄色い馬」 フランツ・マルク
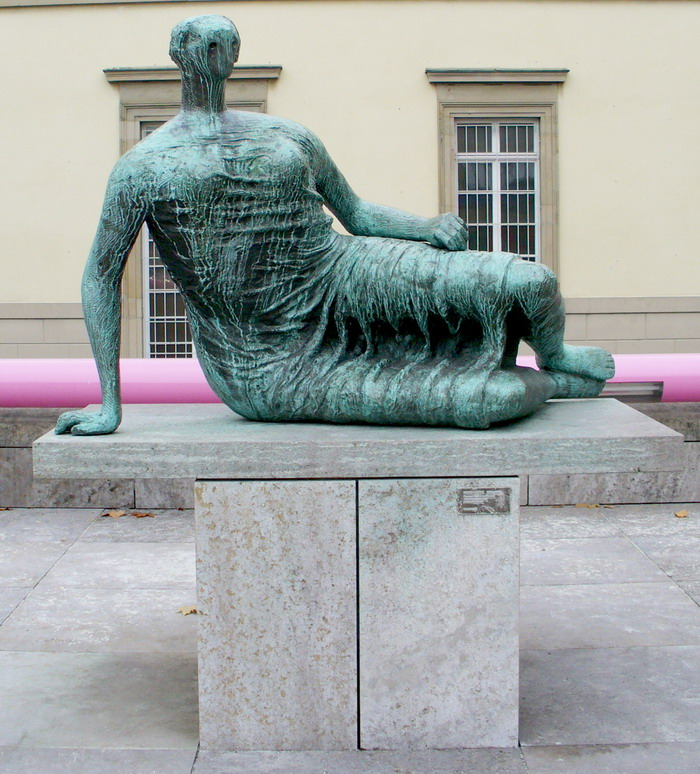
Draped Reclining Woman ヘンリー・ムーア